# Beautiful Deformity
Beautiful Deformity («Красивая Деформация») - седьмой студийный альбом японской visual kei рок-группы the GazettE, вышедший 23 августа 2013 года в Японии.

Обложка ограниченного издания

Альбом вышел в двух изданиях: ограниченное издание имеет CD с 14 песнями и DVD с клипами на песни Malformed Box и Inside Beast, а также обычное издание имеющее только CD. Также альбом включает в себя песню Fadeless которая вышла 21 августа 2013 года.

## Список композиций
Все тексты написаны Руки.
| №   | Название | Автор(ы)     | Длительность |
| --- | --- | ------------ | ------------ |
| 1.  | «Malformed Box (Бесформенная коробка)»                                                                                        | Руки         | 1:27         |
| 2.  | «Inside Beast (Внутри зверя)»                                                                                                 | Руки         | 3:49         |
| 3.  | «Until it Burns Out (Пока Не Выгорит)»                                                                                        | Руки         | 3:45         |
| 4.  | «Devouring One Another (Пожирающие Друг Друга)»                                                                               | Аой          | 3:29         |
| 5.  | «Fadeless (Неувядающий)» | Руки         | 4:05         |
| 6.  | «Redo (Переделывать)» | Кай          | 3:49         |
| 7.  | «Last Heaven (Последний Рай)»                                                                                                 | Руки и Уруха | 4:43         |
| 8.  | «Loss (Потеря)» | Уруха        | 4:07         |
| 9.  | «The Stupid Tiny Insect (Глупые Крошечные Насекомые)»                                                                         | Уруха        | 2:59         |
| 10. | «In Blossom (В Расцвете)» | Аой          | 3:31         |
| 11. | «Karasu (鴉; Ворона)» | Рэйта        | 3:46         |
| 12. | «Kuroku Sunda Sora to Zangai to Katahane (黒く澄んだ空と残骸と片翅; Небо, которое очистило в чёрных руинах сломанные крылья)» | Руки         | 3:58         |
| 13. | «To Dazzling Darkness (К Ослепительной Темноте)»                                                                              | Уруха        | 3:51         |
| 14. | «Coda (Кода)» | Уруха        | 2:45         |

DVD (Только в ограниченном издании)
1. "Malformed Box" Клип
2. "Inside Beast" Клип

## Позиция в чартах и продажи
Альбом достиг #3 позиции в чартах Великобритании, #2 позиции в чартах Финляндии, #5 позицию в чартах Франции и #7 позицию в чартах Италии. В Японии альбом достиг #5 позиции в чарте Oricon. Продажи в Японии за первую неделю составили: 16 459 копий, общее количество продаж составило: 22 468 копий, что меньше чем продажи предыдущего альбома DIVISION, продажи которого составили: 30 847 копий.

## Синглы
- Fadeless

Выпущен: 21 августа 2013 года
Позиция в чарте Oricon: #4
Продано в первую неделю: 25 706
Общее количество продаж: 30 896